# Fredrik Backman
Fredrik Backman je švédský sloupkař, blogger a spisovatel. Je autorem knih Babička pozdravuje a omlouvá se a Muž jménem Ove. Obě knihy byly bestsellery v jeho rodném Švédsku a byly přeloženy do více než pětadvaceti jazyků.

## Životopis
Fredrik Backman vyrostl v Helsingborgu. Píše pro Helsingborgs Dagblad a Moore Magazine. V roce 2012 debutoval s knihou Muž jménem Ove, která byla zfilmována a měla premiéru 25. prosince 2015. Backman je ženatý s Nedou Shafti Backmanovou.